# Remus von Woyrsch
Martin Wilhelm Remus von Woyrsch (Pilsnitz, Breslaui körzet, Porosz Királyság, ma Pilczyce, Wrocław, Lengyelország, 1847. február 4. – Pilsnitz, 1920. augusztus 6.) porosz királyi katonatiszt, porosz, majd német császári tábornok, első világháborús hadvezér, 1918-tól tábornagy, 1908–1918 között a porosz főrendiház tagja, a Johannita Rend tiszteletbeli komtúrja.

## Élete

### Származása

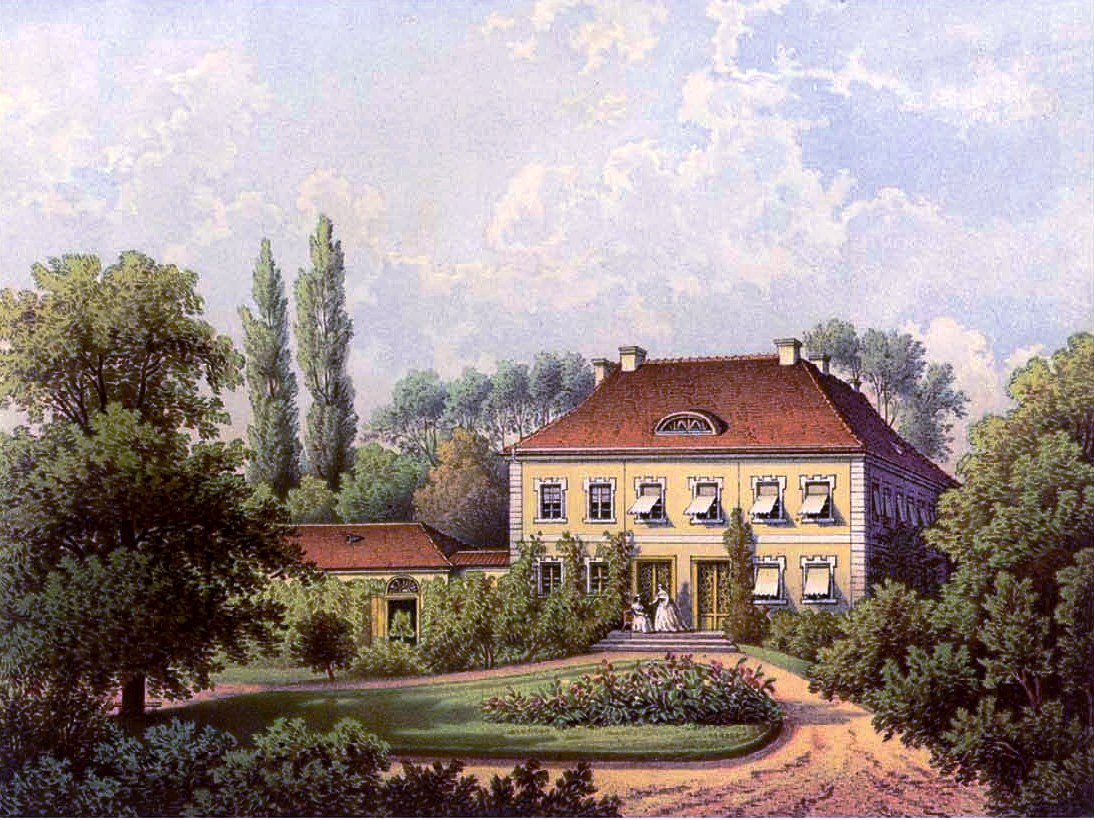
A pilsnitzi lovagi birtok (1860)

Az ősi dél-csehországi Woyrsch nemzetségből származott, amely az 1500-as évektől Sziléziában, troppaui birtokain élt (ma Opava, Morvaország). Remus édesapja Karl Wilhelm Remus von Woyrsch (1814–1899), a porosz főrendiház tagja, valóságos titkos tanácsos, a Johannita Rend teljes jogú tagja (Rechtsritter). Édesanyja Cäcilie von Websky (1825–1903), Martin Websky textilgyáros leánya. Születési helye, Pilsnitz község ma Pilczyce néven Wrocław város része. A pilsnitzi birtokon álló kastélyuk arról volt nevezetes, hogy az osztrák örökösödési háború idején, 1741 elején II. Frigyes porosz király itt ütötte fel főhadiszállását, mielőtt 1741. január 31-én bevonult volna Breslauba.
Remus öccse, Günther von Woyrsch (1858–1923) földbirtokos, kamarai hivatalnok politikus volt. Günther egyik fia, Remus unokaöccse, Udo von Woyrsch (1895–1983) később NSDAP-politikus, SS-Obergruppenführer és rendőrtábornok lett.

### Pályája az első világháborúig
1866-ban Breslauban érettségizett, április 5-én hadapródként (Fahnenjunker) belépett a Porosz Királyi Hadsereg 1. gárda-gyalogezredébe. Mindössze nyolchetes alapkiképzése után zászlósi (Fähnrich) rangban már részt vett az porosz–osztrák háborúban. A königgrätzi csatában kimentette a csatatérről a súlyosan sebesült Anton von Hohenzollern-Sigmaringen herceg hadnagyot, a porosz királyi család tagját, I. Károly román fejedelem, a későbbi király testvéröccsét. Később, amikor Woyrsch a sebesült tiszt több lövéstől szétzúzott lábát be akarta kötözni, mindketten osztrák fogságba estek. Porosz katonák rövidesen kiszabadították őket. Bátor viselkedéséért Woyrsch zászlóst kitüntették a porosz katonai érdemjel (Preußisches Militärehrenzeichen) II. osztályával. Egy hónappal később Anton herceg a hadikórházban belehalt sebesülésének következményeibe. Az eseményről szóló híradást a porosz katonai propaganda felerősítette, a königgrätzi jelenetet később a berlini Siegessäule egyik bronztábláján is megörökítették.
Az 1870–71-es porosz–francia háború során Woyrsch a gravelotte-i csatában, St. Privat falu mellett megsebesült, és megkapta a Vaskereszt II. osztályát. A háború után az ezredparancsnok segédtisztje (ezredadjutáns) lett, 1876 áprilisától 1878 végéig pedig a 2. gárda-gyalogezred adjutánsa lett.
1879. október 18-án az 1. gárda-gyalogezredben századparancsnokká nevezték ki. Itt Vilmos koronahercegnek, a későbbi császárnak terepi oktatója lett. Ez feltehetően közrejátszott abban, hogy 1882. április közepén a haderő nagyvezérkarához vezényelték anélkül, hogy elvégezte volna a porosz hadiakadémiát. Több vezérkari megbízatás után 1896. május 30-án kinevezték a porosz gárda-lövészezred parancsnokává. 1897. szeptember 1-vel megbízták 4. gárda-gyalogdandár parancsnokságával.

### Az első világháborúban

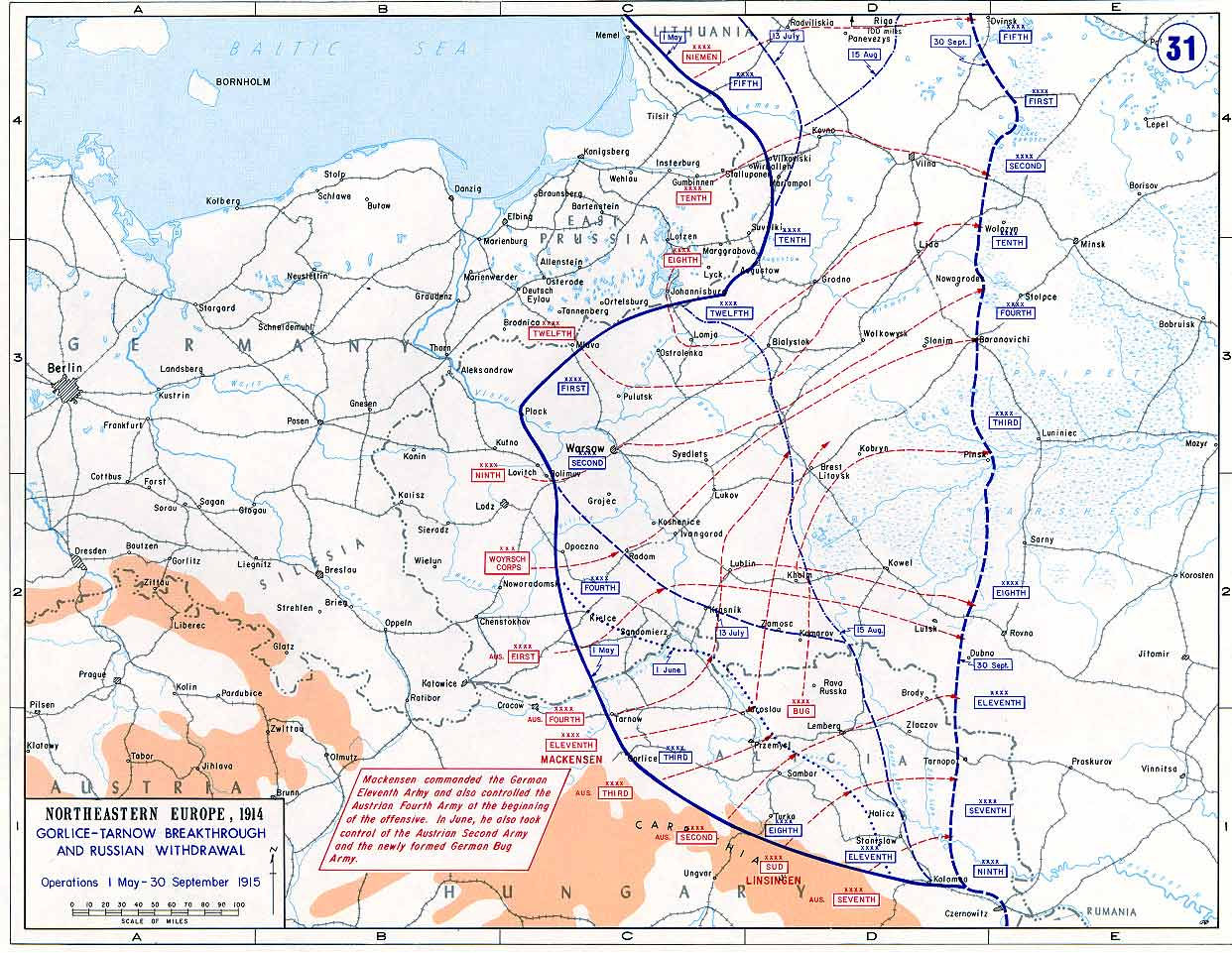
A Woyrsch-seregcsoport a keleti fronton (1915)

Az első világháború kitörésekor Woyrsch altábornagyot reaktiválták, és kinevezték a sziléziai népfelkelő (Landwehr) egységekből összeállított Landwehr-hadtest vezénylő tábornokává. Hadtestével a Visztuláig nyomult előre, itt biztosította Dankl lovassági tábornok cs. és kir. 1. hadseregének balszárnyát, amely Közép-Galíciában állt, Krakkó és a San folyó között, és feladatai közé tartozott Szilézia fedezése is.
1914 szeptemberében a tarnawkai csatában a Woyrsch-hadtest egy részlege fedezte az osztrák–magyar 1. hadsereg visszavonulását. Egy szentpétervári újság szerint: „egyedül a kis porosz népfelkelő csapattest ténykedése mentette meg az osztrák–magyar hadsereget a teljes felmorzsolástól.”
1914. november 3-án különböző csapattestek egyesítésével, Woyrsch tábornok parancsnoksága alatt megszervezték a nevét viselő magasabbegységet (Armeeabteilung Woyrsch vagy  Oberkommando Woyrsch), amely 1917 decemberi feloszlatásáig mindvégig a keleti fronton harcolt. Woyrsch seregcsoportjának vezérkari főnöke Wilhelm Heye altábornagy, 1917 szeptemberétől Walter Schmidt von Schmidtseck altábornagy volt. 1914. december 3-án Woyrsch altábornagyot vezérezredessé léptették elő. A népfelkelő hadtest parancsnokságát leadta, és megmaradt a nevét viselő seregcsoport vezénylő tábornokának.
1915 júliusában a Woyrsch-csoport segítségével a mazóviai Siennónál sikerült áttörni az orosz frontot. Július 23-án Woyrsch megkapta a Pour le Mérite kitüntetést a tölgyfalombokkal. A következő hetekben átkeltek a Bug folyón, és 400 km szélességben harcolva haladtak a Scsara folyó felső folyásáig, ahol a seregcsoport Baranovicsi és az Oginsky- (Aginszki-)csatornák között beásta magát és állóháborúra rendezkedett be. Woyrsch alá rendelték a 12. hadsereget (Armeeabteilung Scheffer) és Gronau tábornok seregcsoportját is (Armeeabteilung Gronau). Miután Lipót bajor királyi herceg-tábornagyot kinevezték a keleti front főparancsnokává, Woyrsch vezézezredest kinevezték a nevét viselő megerősített hadseregcsoport (Heeresgruppe Woyrsch) főparancsnokává. A hadseregcsoport délen Linsingen gyalogsági tábornok hadseregcsoportjára, északon Eichhorn vezérezredes hadseregcsoportjára támaszkodott. Woyrsch főhadiszállása mindvégig Słonim városában működött (ma Szlonim, Fehéroroszország).
Az orosz cári hadsereg összeomlása és a keleti fegyverszüneti egyezmények megkötése után, 1917. december 31-ével a Woyrsch hadseregcsoportot feloszlatták. Woyrsch vezérezredest nyugállományba helyezték. II. Vilmos császárnál tett búcsúlátogatása alkalmával a császár méltatta három háborúban kifejtett érdemeit és aznapi hatállyal tábornaggyá nevezte ki.
Woyrsch tábornagy visszavonult pilsnitzi kastélyába, itt hunyt el 1920. augusztus 6-án.

### Családja
1873. szeptember 26-án Potsdamban feleségül vette a königsbergi Thekla von Massow kisassszonyt (1854–1943), Hermann von Massow porosz királyi erdészeti főfelügyelő és Thekla von Websky leányát. Az özvegy 23 évvel élte túl férjét, 1943. december 2-án hunyt el Liegnitzben.

## Elismerései

### Érdemrendek és érdemjelek
- Vaskereszt II. osztálya (1871)
- Fekete Sas-rend, kísérőlánccal (1911)
- Bajor Katonai Érdemrend nagykeresztje a kardokkal (1915)
- Szász Királyi Katonai Szent Henrik érdemrendje (1916. február 9.), parancsnoki II. osztálya[1]
- A Bajor Királyság Vörös Sas-rendjének III. osztálya, a koronával[2]
- Porosz Koronarend, I. osztálya[2]
- Hohenzollern Királyi Ház érdemrendje, lovagkereszt[2]
- Hohenzollern Királyi Ház érdemrendje, I. osztályú érdemkereszt[2]
- Zähringeni Oroszlán-rend, parancsnoki I. osztály[2]
- A Szász Királyság Albrecht-rendjének nagykeresztje az aranycsillaggal[2]
- Belga Lipót-rend tiszti keresztje[2]
- A Dán Királyság Dannebrog-rendje, parancsnoki I. osztály[2]

### Egyéb elismerései
- A breslaui Frigyes Vilmos Egyetem díszdoktora (Dr. phil. h. c.; 1915. július 22-én)
- Breslau város díszpolgára
- Neisse város díszpolgára
- A alsó-szászországi 4. (Nr. 51) gyalogezred tulajdonosa (Regimentschef) (1916. november 21-től)
- A cs. és kir. 138. gyalogezred tulajdonosa (Regimentsinhaber) (1918. június 6-tól)

## További információ
- Remus von Woyrsch a Kalliope adatbázisban (ID 117665096). Kalliope Verbund. (Hozzáférés: 2020. december 10.)
- Remus von Woyrsch a DDB adatbázisban (ID 117665096). Deutsche Digitale Bibliothek (DDB). (Hozzáférés: 2020. december 10.)
- Bruno Clemenz. Generalfeldmarschall von Woyrsch und seine Schlesier. Eigenhändiger Auszug aus seinem Kriegstagebuch. Lebensgeschichte des Feldherrn (német nyelven). Berlin: Carl Flemming (1919)
- Jürgen Hahn-Butry. Preußisch-deutsche Feldmarschälle und Großadmirale (német nyelven). Berlin: Safari (1938)